# NGC 4497
NGC 4497 је спирална галаксија у сазвежђу Девица која се налази на NGC листи објеката дубоког неба.
Деклинација објекта је + 11° 37' 30" а ректасцензија 12h 31m 32,6s. Привидна величина (магнитуда) објекта NGC 4497 износи 12,5 а фотографска магнитуда 13,4. NGC 4497 је још познат и под ознакама IC 3452, UGC 7665, MCG 2-32-113, CGCG 70-145, VCC 1368, PGC 41457.